# Liste der Biografien/Thw
Liste der Biografien |
Portal Biografien |
Personensuche
# |
A |
B |
C |
D |
E |
F |
G |
H |
I |
J |
K |
L |
M |
N |
O |
P |
Q |
R |
S |
T |
U |
V |
W |
X |
Y |
Z |
?
 
Ta |
Tc |
Te |
Tf |
Tg |
Th |
Ti |
Tj |
Tk |
Tl |
Tm |
To |
Tq |
Tr |
Ts |
Tu |
Tv |
Tw |
Tx |
Ty |
Tz
 
Tha |
The |
Thi |
Thj |
Thn |
Tho |
Thr |
Thu |
Thw |
Thy
Die Liste der Biografien führt alle Personen auf, die in der deutschsprachigen Wikipedia einen Artikel haben. Dieses ist eine Teilliste mit 19 Einträgen von Personen, deren Namen mit den Buchstaben „Thw“ beginnt.

## Thw

### Thwa
- Thwaite, Michael (* 1983), australischer Fußballspieler
- Thwaites, Brenton (* 1989), australischer SchauspielerBrenton Thwaites (* 1989)

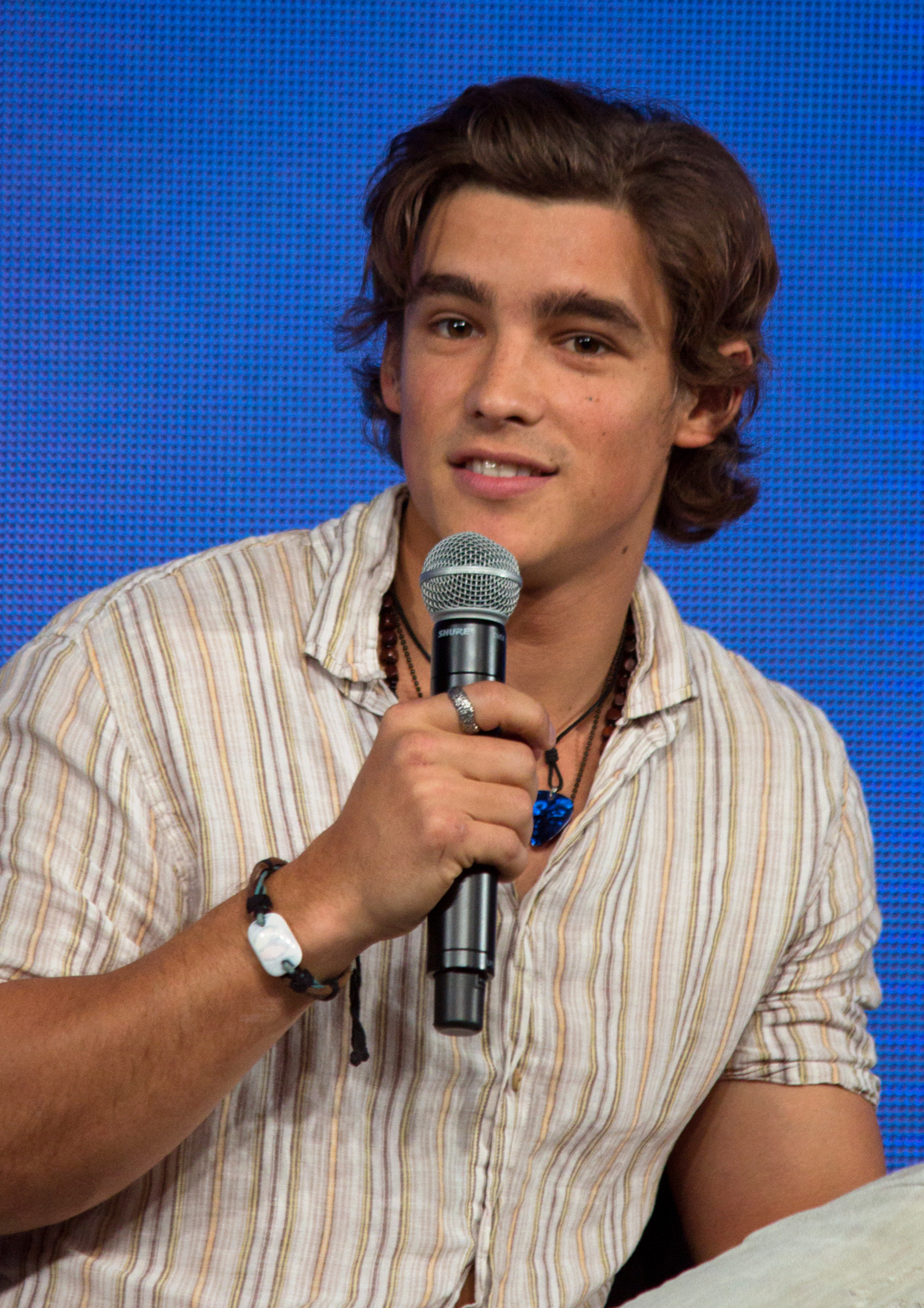
Brenton Thwaites (* 1989)

- Thwaites, David (* 1976), britischer Film- und Theaterschauspieler sowie Filmproduzent
- Thwaites, Denis (1944–2015), englischer Fußballspieler
- Thwaites, George Henry Kendrick (1812–1882), britischer Botaniker
- Thwaites, John Anthony (1909–1981), englischer Kunstkritiker und Autor
- Thwaites, Michael (1915–2005), australischer Schriftsteller, Dichter und Geheimagent
- Thwaites, Penelope (* 1944), australische Pianistin und Komponistin
- Thwaites, Reuben Gold (1853–1913), amerikanischer Bibliothekar und Historiograph
- Thwaites, Scott (* 1990), britischer Radrennfahrer
- Thwaites, William (1868–1947), britischer Offizier, Oberbefehlshaber der British Army of the Rhine
- Thwala, Lucas (* 1981), südafrikanischer Fußballspieler
- Thwala, Simon, eswatinischer Fußballspieler
- Thwala, Sipho (* 1968), südafrikanischer Serienmörder

### Thwe
- Thweatt, Laura (* 1988), US-amerikanische Langstreckenläuferin

### Thwi
- Thwin, Aung (* 1936), myanmarischer Bildhauer
- Thwing, Lucy (1278–1346), englische Adlige
- Thwing, Marmaduke of, 1. Baron Thwing († 1323), englischer Adliger und Militär
- Thwing, William of, 2. Baron Thwing († 1341), englischer Adliger